# Katolička Crkva u Senegalu
Katolička crkva u Senegalu dio je svjetske Katoličke Crkve, pod duhovnim vodstvom pape u Rimu.
Godine 2020. u Senegalu je bilo između 500 000 i 865 000 katolika u 163 župe. Zemlja je podijeljena na sedam biskupija uključujući jednu nadbiskupiju.
Godine 2021. u Senegalu je bilo 316 katoličkih škola.